# Marietta leopardina
Marietta leopardina is een vliesvleugelig insect uit de familie Aphelinidae. De wetenschappelijke naam is voor het eerst geldig gepubliceerd in 1863 door Motschulsky.